# التمايل العظيم (علم الكونيات)
التمايل العظيم (بالإنجليزية: Big Lurch)‏ هو نموذج علمي نظري مقترح كأحد احتمالات المصير النهائي للكون.
يمكن للمادة أن تستثار بطريقة ما، فتُصاب بحالة من الهيجان الهائل وتنمو القوى التي تحكم الكون بلا حدود، مما يؤدي إلى تشكل ضغط لا نهائي بينما تظل الكثافة ومعدل التمدد الكوني في حالة مستقرة.
ولا تكون التبعات بالنسبة الزمن واضحة في هذا السيناريو. وفقاً للحسابات الفلكية، هناك احتمال محدود بأن يحدث هذا السيناريو بالفعل في وقت قريب نسبياً، في أقل من بضعة ملايين من السنين.